# Charles Gustave de Marey
Charles Gustave de Marey (Verneuil-sur-Avre, 22 maart 1878 – 1967) was een Frans beeldhouwer, graveur en medailleur. Hij signeerde zijn werk met Ch.Marey. De Marey was een leerling van Denys Puech en Marc Robert en studeerde aan de l'Académie Julian.
Hij exposeerde zijn werk tussen 1900 en 1914 in de Salon des artistes français. Daar verwierf hij een derde prijs.
Charles Gustave de Marey vervaardigde voor de Franse regering de nog steeds toegekende Eremedaille voor Handelingen van Toewijding en Redding.

## Galerij

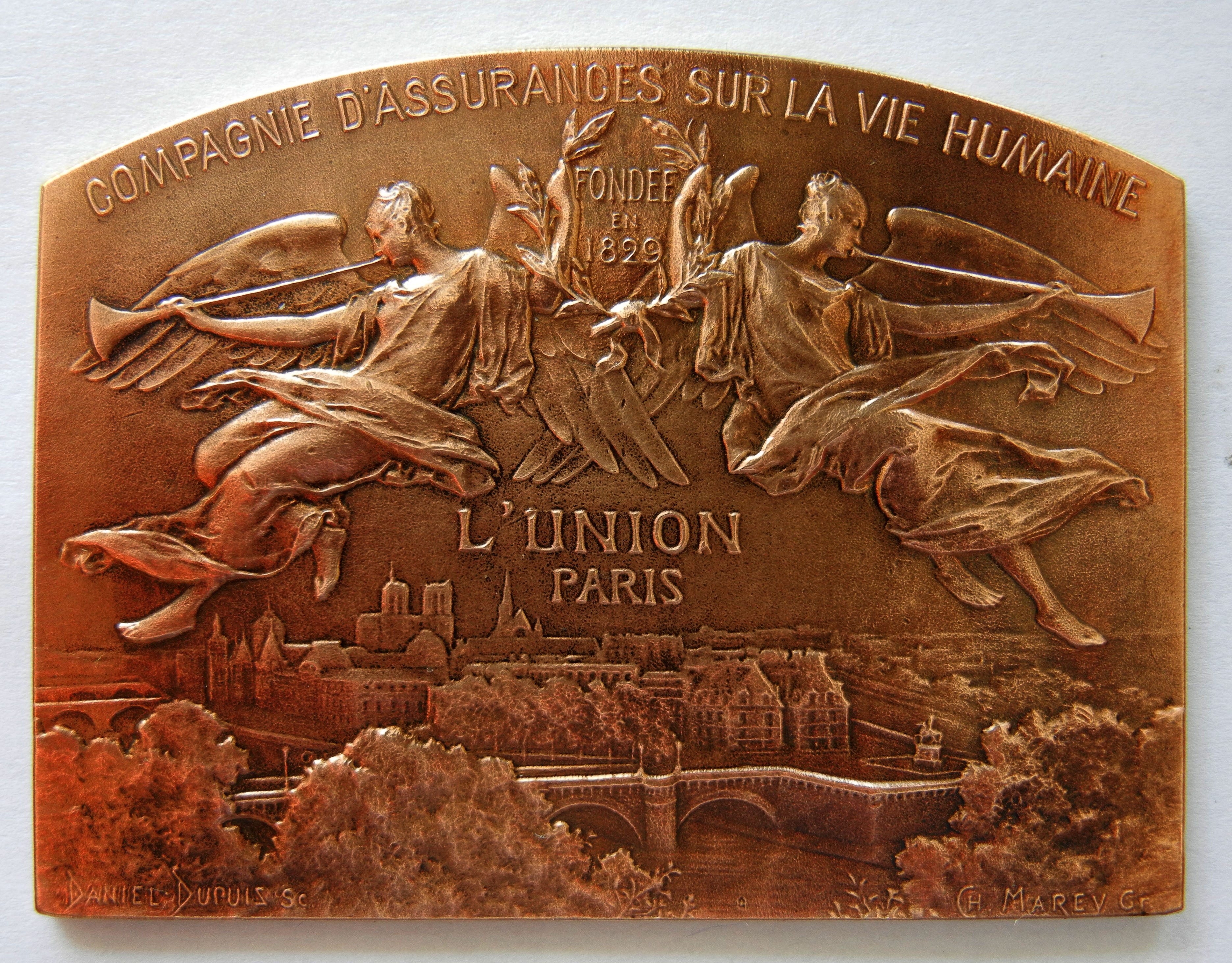
Plaquette van L'Union - Compagnie d'assurance sur la vie humaine door Jean-Baptiste Daniel-Dupuis en Charles Gustave de Marey
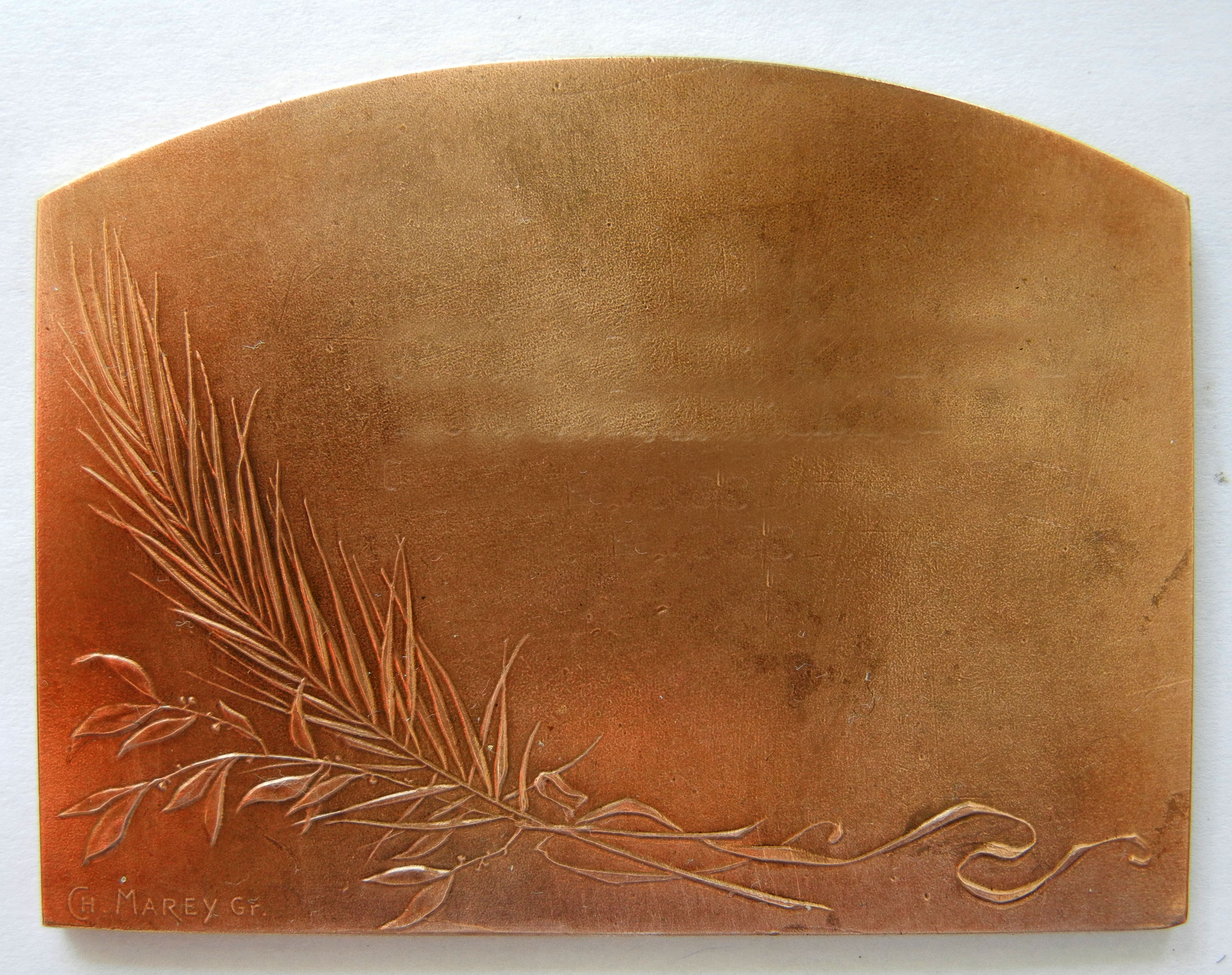
keerzijde